# Intellec
Intellec — серія ранніх мікрокомп'ютерів компанії Intel, розроблена у 1970-х роках як платформа для створення програмного забезпечення мікропроцесорних систем.
Intellec були одними з перших мікрокомп'ютерних систем, що продавалися, навіть раніше за Altair 8800.
Перша серія Intellecs включала Intellec 4 для процесорів 4004, Intellec 4 Mod 40 для 4040, Intellec 8 для 8008, і Intellec 8 Mod 80 для 8080.
Комп'ютери Intellec 4 і 8 представлені у червні 1973 року на Національній Комп'ютерній Конференції у New York Coliseum.
У широкий продаж машини Intellec не надходили, збудовано їх було досить малу кількість. Вартість однієї машини становила US$2395.
Комп'ютер мав резидентний монітор, записаний у постійний запам'ятовувач. До Intellec 8 можна було під'єднати телетайп (на швидкості 110 бод), швидкісний зчитувач перфострічки і комп'ютерний термінал на основі електронно-променевої трубки, зі швидкістю послідовного інтерфейсу 1200 бод.
Intel не рекламувала Intellec як комп'ютер загального призначення, а радше як систему для розробки програм. Перші мікропроцесори призначалися, в основному, для вбудованих систем (таких, як калькулятори, комп'ютерні термінали, цифрові годинники), тому Intellec використовувався для програмування мікросхем пам'яті, призначених для таких пристроїв (наприклад, 2048-бітових мікросхем Intel 1602A PROM, або Intel 1702A EPROM, що вставлялися у ZIF-сокет, змонтований на передній панелі Intellec-8).
Intel також позиціонувала мікрокомп'ютери Intellec як систему розробки для «інших» OEM-мікрокомп'ютерів.